# Wilhelmus de Rijke
Wilhelmus de Rijke (Tokio, 10 november 1896 – Overveen, 16 september 1971) was een Nederlands nationaalsocialistisch politicus.
Nadat De Rijke, afkomstig uit een welgestelde Haarlemse familie, de hbs had doorlopen, deed hij in 1917 staatsexamen, waarna hij zijn opleiding vervolgde aan de juridische faculteit van de Gemeentelijke Universiteit van Amsterdam. Daar promoveerde hij in 1922 tot doctor in de rechtswetenschap. In 1924 vestigde hij zich als advocaat en procureur te Haarlem.
Van 1931 tot 1936 was hij kantonrechter-plaatsvervanger te Haarlem, een functie die hij moest neerleggen als gevolg van het verbod voor ambtenaren om lid te zijn van de Nationaal-Socialistische Beweging (NSB) van Anton Mussert. Tot 1933 was hij politiek actief in de Christelijk-Historische Unie (CHU), voor welke partij hij in de Haarlemse gemeenteraad zitting had. In 1933 sloot hij zich aan bij de NSB, waar hij stamboeknummer 4239 ontving. Hij betoonde zich vanaf het begin actief in de NSB; hij vervulde er de functies van groeps-, kring-, propaganda- en districtsleider. Van 1935 tot 1937 was hij namens de NSB lid van de Provinciale Staten van Noord-Holland. Vanaf eind 1937 was hij een van de vier NSB-leden van de fractie in de Eerste Kamer.
In augustus 1940 werd hij door dr. Arthur Seyss-Inquart benoemd tot procureur-generaal aan het Gerechtshof te Arnhem. Hij maakte er de bestrijding van het Nederlandse verzet tot een van de hoofdpunten van zijn beleid. Van augustus 1943 tot het eind van de Tweede Wereldoorlog bekleedde hij de functie van Commissaris van de Provincie (de nationaalsocialistische benaming voor commissaris van de Koningin) in Overijssel.
Na de bevrijding werd hij drie jaar geïnterneerd. In een kamp in de Noordoostpolder heeft een bewaker hem dusdanig mishandeld dat in september 1945 een van zijn benen moest worden geamputeerd. Na invrijheidstelling in 1948 vestigde hij zich als advocaat en procureur te Amsterdam.
 Portaal: Fascisme en nationaalsocialisme in Nederland · Fascisme · Nationaalsocialisme
- Biografisch Portaal: 19616269
- Parlement.com: vg09ll6f53t2